# پوستوزرسک

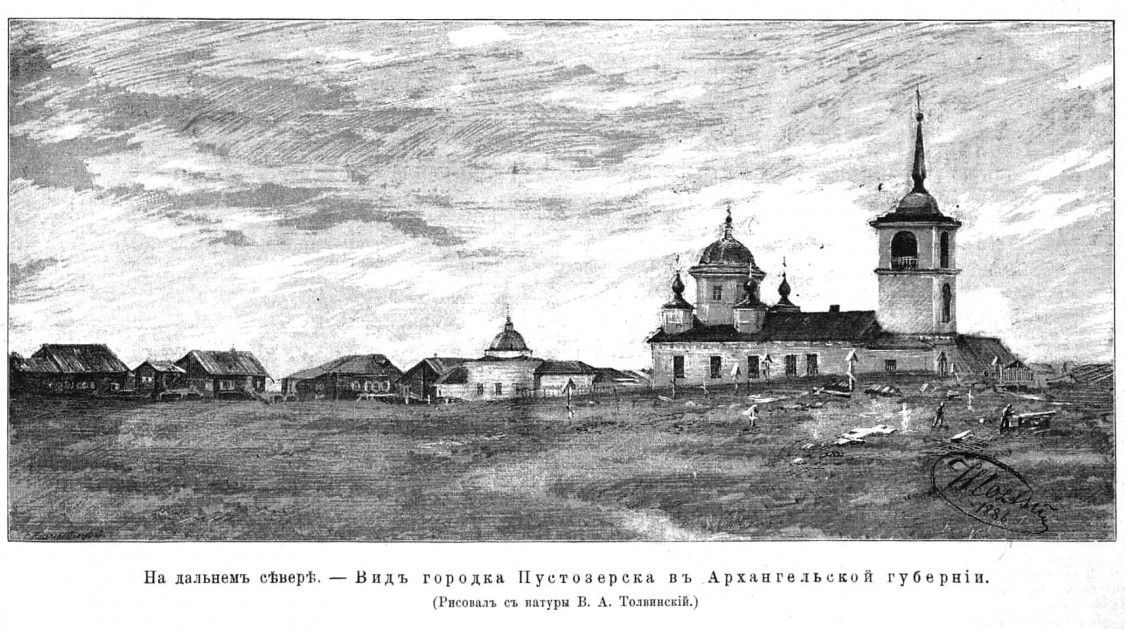
یک نقاشی از پوستوزرسک، کشیده شده در سال ۱۸۸۶

پوستوزرسک (روسی: Пустозерск) یک شهرک در روسیه است که در استان آرخانگلسک واقع شده‌است.